# Estação de Saint-Rémy-lès-Chevreuse
A Estação de Saint-Rémy-lès-Chevreuse é uma estação ferroviária francesa na linha de Sceaux, localizada na comuna de Saint-Rémy-lès-Chevreuse (departamento de Yvelines).
É uma estação da Régie Autonome des Transports Parisiens (RATP) que constitui o terminal sul da linha B do RER (ramal B4).

## Situação
A estação está localizada a 700 m da prefeitura de Saint-Rémy-lès-Chevreuse, a 1500 m da prefeitura de Chevreuse (e a 400 m da fronteira entre as duas comunas). Uma ciclovia liga a estação ao colégio de Chevreuse. Está localizado em frente aos prados de Coubertin que se estendem ao longo do Rio Yvette.

## História

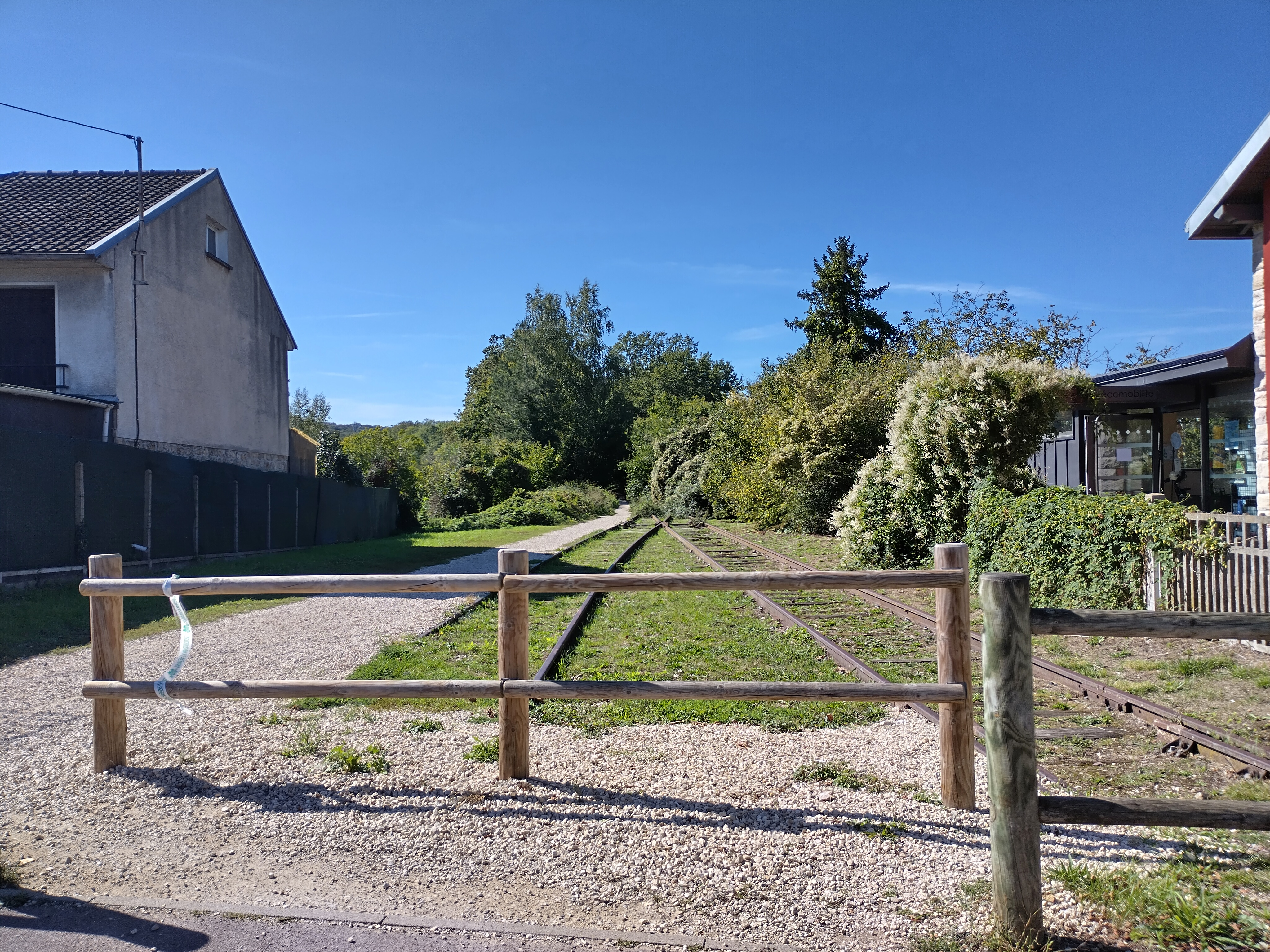
A antiga linha para Limours, onde as duas vias podem ser vistas convergindo em uma única pista.

A estação de Saint-Rémy-lès-Chevreuse foi posta em operação em 1867. Até 15 de maio de 1939, a linha (chamada de linha de Sceaux na época) continuou (em via única) para Limours, servindo duas paradas adicionais, Les Molières e Boullay-les-Troux.
As plataformas da estação foram renovadas em 2004, para melhorar a acessibilidade para pessoas com deficiência. Ao mesmo tempo, as catenárias foram renovadas e a antiga via para Limours completamente isolada da rede RER (até então, as vias e as catenárias se estendiam por algumas centenas de metros além da estação).
Em 2019, 899 484 passageiros entraram nesta estação, o que a coloca na 56a posição das estações de RER operadas pela RATP por sua frequência.

## Serviço aos passageiros

### Entrada
A travessia dos trilhos é feita por uma passagem subterrânea colocada em serviço em 29 de maio de 1979. Substitui uma antiga travessia em pranchas.

### Ligação

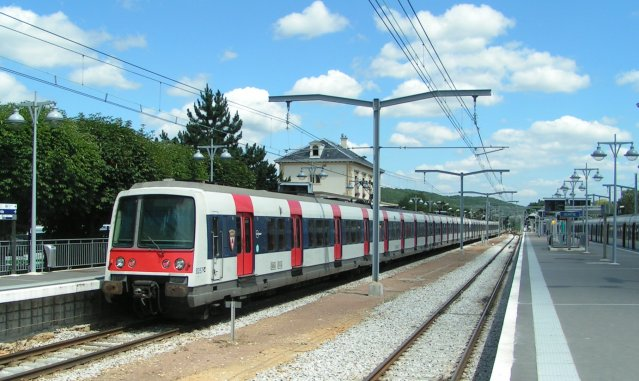
Trem MI 79 aguardando partida.

A estação é servida pelos trens RER B, dos quais é o terminal mais ao sul.

### Intermodalidade
A estação é servida pelas linhas 39.003, 39.02, 39.10, 39.103, 39.13, 39.17, 39.27, 39.303, 39.31, 39.35B, 39.403 e pelo serviço de transporte sob demanda da SAVAC, pelas linhas 451, 453 e 464 da rede de ônibus Sqbus pelas linhas 113, 114, 262, 263 da rede de ônibus Vélizy Vallées e, à noite, pela linha N122 da rede Noctilien.